# Viola Desmond
Viola Irene Desmond (6 tháng 7 năm 1914 – 7 tháng 2 năm 1965), là một nữ doanh nhân ở người Canada ở Black Nova Scotia. Bà nổi tiếng vì đã dám thách thức sự phân biệt chủng tộc ở một rạp phim ở New Glasgow, Nova Scotia, vào năm 1946. Bà đã từ chối rời chỗ ngồi ở khu vực chỉ dành cho người da trắng của Nhà hát Roseland và đã bị kết án vi phạm luật thuế nhỏ vì 1 xu khác biệt giữa giá tiền của chỗ bà đã ngồi và giá chỗ ngồi bà đã mua. Vụ Desmond là là một trong những vụ việc phân biệt chủng tộc nổi tiếng nhất trong lịch sử Canada và đã giúp khởi động phong trào phát triển quyền dân sự hiện đại tại nước này.
Trong năm 2010, Desmond đã được xóa tội sau khi chết, trường hợp đầu tiên được xóa tội kiểu này ở Canada. Chính phủ của Nova Scotia cũng xin lỗi vì đã truy tố bà về tội trốn thuế và thừa nhận, bà đã đúng khi chống phân biệt chủng tộc.
Vào năm 2016, Ngân hàng Canada thông báo rằng Desmond sẽ là người phụ nữ Canada đầu tiên xuất hiện trên một tờ tiền giấy, với hình ảnh sẽ xuất hiện trên các tờ 10 đô trong năm 2018.

## Sách tham khảo
- Backhouse, Constance (1999). Colour-coded: A Legal History of Racism in Canada, 1900–1950. University of Toronto Press. ISBN 978-0-8020-8286-2.
- Walker, Barrington (2012). The African Canadian Legal Odyssey: Historical Essays. University of Toronto Press. ISBN 978-1-4426-4689-6.